# Robert Hecht

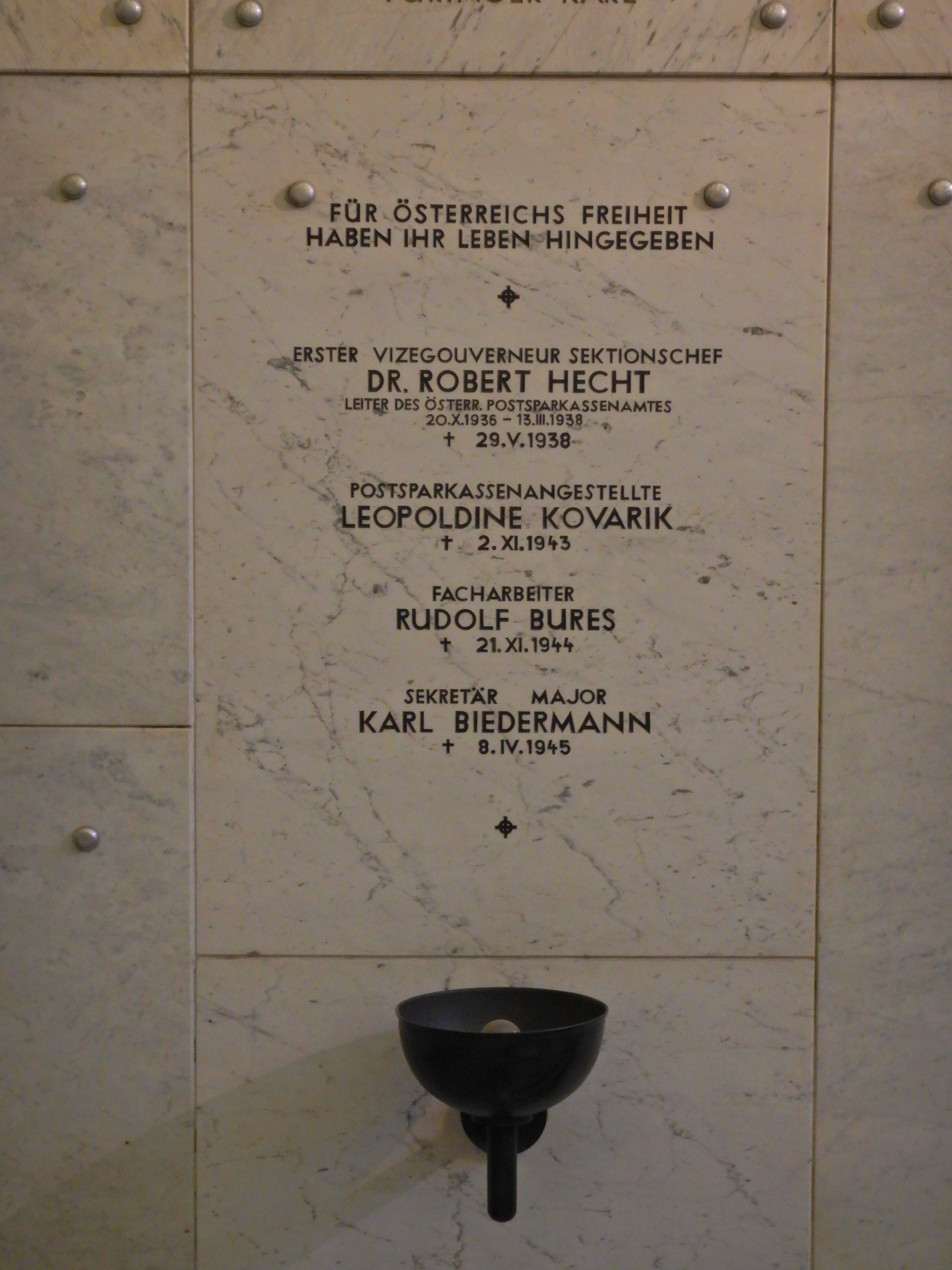
Gedenktafel im Gebäude der Österreichischen Postsparkasse

Robert Hecht (* 9. März 1881 in Wien, Österreich-Ungarn; † 30. Mai 1938 im Konzentrationslager Dachau, Deutsches Reich) war ein österreichischer Jurist und Spitzenbeamter zur Zeit der Ersten Republik und des Bundesstaates Österreich („Ständestaat“).

## Leben
Robert Hecht wuchs als zweiter Sohn von Karl Hecht und dessen Ehefrau Berta (geb. Subak) in einer jüdischen Familie auf, konvertierte aber 1900 vom mosaischen zum evangelischen Glauben und 1934 zum Katholizismus. Er besuchte das Maximilians-Gymnasium Wasagasse in Wien-Alsergrund, studierte ab 1900 an der Universität Wien Rechtswissenschaften und wurde 1905 zum Dr. jur. promoviert. Er begann als Rechtspraktikant an einem Wiener Bezirksgericht und wurde 1911 Richter in Bad Ischl. Hecht rückte im Ersten Weltkrieg 1914 als Leutnant an die Front ein, wurde aber nach einigen Monaten zur Militärgerichtsbarkeit versetzt. Bei Kriegsende war er Hauptmann-Auditor im Kriegsministerium; hier machte Hecht folgend Karriere und wurde 1925 zum Sektionschef ernannt. Er avancierte zum Berater und Vertrauten des langjährigen Heeresministers Carl Vaugoin, dann ab 1932 zu dem des Bundeskanzlers Engelbert Dollfuß.

### Innenpolitische Arbeit unter Engelbert Dollfuß
Als damaliger Sektionschef des Heeresministeriums erarbeitete Hecht für die Regierung Dollfuß die Vorgehensweise, um das kriegswirtschaftliches Ermächtigungsgesetz (KWEG) aus 1917 einzusetzen, wodurch das von christlichsozialer und deutschnationaler Seite politisch gewünschte Notverordnungsrecht des Bundeskanzlers zu legitimieren sei. Diese juristische Konstruktion kann dahingehend als illegal bezeichnet werden, als dass das KWEG die Regierung nur dazu ermächtigte „während der Dauer der durch den Krieg hervorgerufenen außerordentlichen Verhältnisse“ Verordnungen zu erlassen – eine Situation, die zu dieser Zeit nicht mehr vorlag. Das KWEG wurde demnach nur als „scheinlegale Basis“ eingesetzt, um die Regierung ohne Einbeziehung des Parlaments zu ermächtigen, die Erlassung von Rechtsnormen ändernden oder auch neuen Verordnungen zu rechtfertigen – ein Vorgang, der durch die Gewaltenteilung eigentlich verhindert werden soll. Der Inhalt der Verordnungen wurde durch das KWEG auf die „Förderung und Wiederausrichtung des wirtschaftlichen Lebens“, die „Abwehr wirtschaftlicher Schäden“ und die „Versorgung der Bevölkerung mit Nahrungsmitteln und anderen Bedarfsgegenständen“ begrenzt. Die beispielsweise angeführte Abänderung des Verfassungsgerichtshofgesetzes 1930 per Verordnung, welche zur Ausschaltung des Verfassungsgerichtshofes führte und ebenfalls auf einen Plan von Hecht zurückging, fiel ebenso nicht in die Anwendungsbereich des KWEG.
Mit der „Selbstausschaltung des Parlamentes“ (4. März 1933) wurde der Weg zum autoritären Austrofaschismus per Staatsstreich geebnet. Hecht unterstützte die Regierung bei dem Vorgang, die Parteien der Opposition, wie die NSDAP oder die Sozialdemokratische Arbeiterpartei Deutschösterreichs (SDAP), zu verbieten. Von ihm wurde gleichzeitig der Plan ausgearbeitet, den betroffenen Parlamentsabgeordneten das Regierungsmandat zu entziehen. Er wies dabei darauf hin, dass ein Betätigungsverbot nicht automatisch die Aufhebung des Mandates bedeute, der bisherige (bis 1933 dafür zuständig gewesene) Verfassungsgerichtshof diesen Schritt aber nicht mehr durchführen könne und er daher durch die Regierung erledigt werden müsse.
Hecht war auch an der Formulierung und Interpretation der Maiverfassung von 1934 und weiterer wichtiger Gesetze für den vorgeblich christlichen „Ständestaat“ beteiligt, so etwa beim Bundesgesetz betreffend die „Vaterländische Front“ vom 1. Mai 1934, mit der die „Front“ zur einzigen legalen Partei Österreichs erklärt wurde.
Da sein juristischer und politischer Einfluss stark auf dem persönlichen Vertrauensverhältnis zu Engelbert Dollfuß basierte, nahm nach dessen Ermordung im „Juliputsch“ 1934 seine eigene Bedeutung im weiteren ligistische Geschehen zwar ab, Robert Hecht kam jedoch in der Periode des Austrofaschismus bis zu Dollfuß’ Tod eine wesentliche Rolle im systematischen Prozess von der schrittweisen Aushebelung bis zur vollständigen Abschaffung der Demokratie zu.

### Leben nach 1934
Am 20. Oktober 1936 wurde Hecht Leiter des Österreichischen Postsparkassenamtes in der Wiener Postsparkasse. Dabei blieb ihm der offizielle Titel eines Gouverneurs (Präsidenten) verwehrt, ungeachtet seiner bisherigen Leistungen; hierfür dürfte der Antisemitismus in österreichischen Politik, der ihn während seiner ungewöhnlichen Karriere im Staatsapparat weiterhin begleitet hatte, ein Grund gewesen sein.
Mit dem „Anschluss Österreichs“, gleich nach dem Einmarsch der deutschen Truppen am 12. März 1938, wurde Hecht als weithin bekannter und zudem jüdischer Gegner der DNSAP und NSDAP in „Schutzhaft“ genommen. Am 1./2. April deportierte man ihn mit dem ersten, sogenannten „Prominententransport“ von Wien in das Konzentrationslager Dachau, wo er sich schließlich das Leben nahm. Während seinem jüngeren Bruder, dem Juristen Otto Hecht (1886–1969), die Emigration nach London gelang, beging sein 1876 geborener Bruder, der Kinderarzt und a. o. Prof. Dr. Franz Adolf Hecht, am 19. Dezember 1938 in Wien Suizid.

## Schriften (Auswahl)
- Sind die Vorschriften über die Personalvertretung der Bundesbahnen gültig? Manz, Wien 1930.
- Volksvertretung und Staatsführung in der neuen Verfassung. Manz, Wien 1934.
- Das Bundesgesetz über die „Vaterländische Front“. Österr. Staatsdruckerei, Wien 1936.

## Auszeichnungen (Stand 1933)
- Großes Ehrenzeichen mit dem Stern für Verdienste um die Republik Österreich
- Großes Ehrenzeichen für Verdienste um die Republik Österreich
- Bronzene Militärverdienstmedaille am Bande des Militärverdienstkreuzes mit Schwertern (nach dem 18. November 1918 bestätigt)
- Goldenes Verdienstkreuz mit Krone am Bande der Tapferkeitsmedaille
- Karl-Truppenkreuz
- Jubiläumskreuz für Zivilstaatsbedienstete
- Ungarische Kriegserinnerungsmedaille